# Isnad
Isnad, w islamie element hadisu będący spisanym ciągiem świadków potwierdzających autentyczność wypowiedzi Mahometa. Zawierał weryfikację, czy daty urodzenia i śmierci oraz miejsca pobytu świadków potwierdzały wiarygodność relacji.